# 孔浦站 (白沙支线)
孔浦站原名宁波北站，是中国浙江省宁波市已被拆除的一处铁路货运一等站。车站位于江北区，白沙支线末端，临近甬江，靠近宁波港甬江港区。车站兴建于1957年10月，历经多年扩建，形成货场3个，占地面积34万平方米。随着宁波城市框架的扩大，宁波北站搬迁的呼声日益高涨。2000年9月21日，列电货场及其附属铁路支线拆除。2010年12月30日，位于洪塘编组站北侧的宁波北站新站开工。2014年8月，新北站完工后，原宁波北站迁移至新址，原址更名为孔浦站并最终拆除。

## 货场
原宁波北站规模最大时共设3个货场：白沙货场、列电货场和压赛堰货场。

### 白沙货场
白沙货场位于江北区人民路360号，始建于1958年2月。建成时，曾作为客运站使用，宁波站建成后停办客运。目前建有站线11股，货物站台8座，仓库13幢，占地面积15万平方米。

### 列电货场
列电货场位于始建于1965年12月，原为列车电站所在地，故名。原有站线3股，占地面积3万平方米，2000年拆除。

### 压赛堰货场
压赛堰货场位于江北区压赛堰村，故名。货场建成于1982年，目前建有站线9股，货物站台1座，占地面积16万平方米。

## 搬迁
由于原宁波北站站线呈网状分布，严重影响了江北区的土地利用，宁波北站迁建成为宁波铁路枢纽工程的组成。新建的宁波北站位于洪塘编组站北侧，2014年8月28日开通运营。